# Борнхайм (Рейнхессен)
Борнхайм (нем. Bornheim) — община в Германии, в земле Рейнланд-Пфальц.
Входит в состав района Альцай-Вормс. Подчиняется управлению Альцай-Ланд. Население составляет 699 человек (на 31 декабря 2010 года). Занимает площадь 4,45 км².
Первое упоминание о населённом пункте датировано VIII веком.